# Hit and Run - Revisited
Hit and Run - Revisited è il dodicesimo album in studio del gruppo musicale britannico heavy metal Girlschool, pubblicato nel 2011 dall'etichetta discografica UDR Music.

## Descrizione
Il disco è una nuova registrazione di quello del 1981, intitolato appunto Hit and Run, ed è uscito per celebrarne il trentesimo anniversario.
L'album include anche due tracce bonus: la prima è una nuova versione di Demolition Boys, brano d'apertura del disco d'esordio, e la seconda è la title track interpretata da Kim McAuliffe insieme a Doro Pesch.

## Tracce
Testi e musiche di Johnson, McAuliff eccetto dove indicato.
1. C'mon Let's Go – 3:45
2. The Hunter – 3:15
3. I'm Your Victim – 2:49 (Dufort, McAuliff)
4. Kick It Down – 3:04
5. Following the Crowd – 3:07 (William, Johnson, McAuliff)
6. Tush (cover degli ZZ Top) – 2:24
7. Hit and Run – 3:05
8. Watch Your Step – 3:20 (William, Johnson, McAuliff)
9. Back To Start – 3:35
10. Yeah Right – 3:19 (Dufort, William, McAuliff)
11. Future Flash – 4:49

Tracce bonus
1. Demolition Boys – 3:43
2. Hit and Run – 3:04

## Formazione

### Gruppo
- Kim McAuliffe – chitarra, voce (tracce 1, 2, 4, 7, 11-13)
- Jackie Chambers – chitarra
- Enid Williams – basso, voce (tracce 3, 5, 6, 8-10)
- Denise Dufort – batteria

### Altri musicisti
- Doro - voce (traccia 13)
- Kelly Johnson - compositrice (eccetto tracce 3, 6, 10)